# Савинская (Владимирская область)
Савинская — деревня в Гусь-Хрустальном районе Владимирской области России, входит в состав Муниципального образования «Посёлок Уршельский».

## География
Деревня расположена на берегу реки Поль в 26 км на запад от центра поселения посёлка Уршельский и в 26 км на юго-восток от Гусь-Хрустального. 

## История
В конце XIX — начале XX века деревня входила в состав Ягодинской волости Судогодского уезда. В 1859 году в деревне числилось 28 дворов, в 1905 году — 60 дворов, в 1926 году — 66 дворов. 
С 1929 года деревня являлась центром Савинского сельсовета Гусь-Хрустального района, с 1940 года — в составе Деминского сельсовета, с 1954 года — в составе Нечаевского сельсовета, с 2005 года — в составе Муниципального образования «Посёлок Уршельский».

## Население
| 1859 | 1905 | 1926 |
| ---- | ---- | ---- |
| 221  | 373  | 271  |

| 1859 | 1905 | 1926 | 2002 | 2010 | 2021 |
| ---- | ---- | ---- | ---- | ---- | ---- |
| 221  | ↗373 | ↘271 | ↘17  | ↗19  | ↘16  |